# 羅特峰 (維爾格拉滕山脈)
羅特峰（德語：Rote Spitze），是奧地利的山峰，位於該國西部，由蒂羅爾州負責管轄，屬於維爾格拉滕山脈的一部分，距離魏瑟峰1.1公里，海拔高度2,956米，人類在1896年1月14日首次登頂。